# Lucia et les Gouapes
À ne pas confondre avec le film Les Gouapes de Sergio Corbucci.
Pour plus de détails, voir Fiche technique et Distribution.
Lucia et les Gouapes (titre original : I guappi) est un film italien réalisé en 1974 par Pasquale Squitieri.

## Synopsis
Naples, à la fin du XIXe siècle. Après un séjour en prison, le jeune Nicola Bellizzi s'installe dans un quartier misérable de la ville contrôlée par la Camorra. Son rêve est de changer complètement de vie pour devenir avocat. Il y rencontre le chef mafieux du quartier Don Gaetano, une brute proche de la mafia. Pour gagner de l'argent facilement, Nicola participe à un jeu de dés clandestin dans la rue sans savoir qu'il doit avoir l'autorisation de Gaetano. 
Les deux hommes se battent sur la place publique mais, lorsque la police intervient pour arrêter leur bagarre, Nicola défend Gaetano. Pour le remercier, Gaetano lui propose de devenir son second dans la Camorra tout en continuant à étudier. Nicola accepte sa proposition et ils deviennent amis. Mais, peu à peu, Nicola est dégoûté par les méthodes employées par la Camorra. Alors qu'il prend parti pour les pauvres, Nicola tente de rester l'ami de Gaetano. 
Les deux amis sont tous les deux amoureux de la même femme, une certaine Lucia.

## Fiche technique
- Titre original : I guappi
- Titre français : Lucia et les Gouapes
- Réalisation : Pasquale Squitieri
- Scénario : Ugo Pirro, Michele Prisco
- Musique : Franco Campanino et Gigi Campanino
- Décors et costumes : Giancarlo Bartolini Salimbeni
- Photographie : Eugenio Bentivoglio
- Montage : Mario Morra
- Pays d'origine :  Italie
- Langue : Napolitain
- Année de réalisation : 1974
- Genre : Film dramatique
- Durée : 128 minutes
- Dates de sortie :
  - Italie : 23 février 1974
  - France : 23 juin 1976
  - Allemagne de l'Ouest : 14 mai 1981

## Distribution
- Claudia Cardinale (VF : elle-même) : Lucia Esposito
- Franco Nero : Nicola Bellizzi dit Casquette Rouge
- Fabio Testi : Don Gaetano Fungillo dit Cœur de Fer
- Lina Polito : Nanina Scognamiglio
- Rita Forzano : Luisella
- Antonio Orlando : Pasquale Scalzo
- Raymond Pellegrin : le commissaire Aiossa
- Rosalia Maggio : Amalia Scognamiglio
- Edoardo Mascia : Don Antonio
- Nino Vingelli : Gigino la Charonge
- Benito Artesi : Pazzariello
- Antonio Ferrante
- Sonia Viviani : Donna Maria
- Anna Walter : Donna Amalia
- Marcello Filotico : Court President